# Луйо Брентано
Луйо́ Брента́но (нім. Lujo Brentano; 18 грудня 1844 — 9 вересня 1931) — німецький економіст, реформатор, представник катедер-соціалізму і «нової історичної школи» в економіці. У своїх працях «Про причини сучасної соціальної нужди» (1889), «Аграрна політика» (1897) та інші. Брентано описував можливість соціальної рівності і класового миру при капіталізмі, відстоював «закон спадної родючості ґрунту» і теорію стійкості дрібного господарства в землеробстві, захищав монополії.